# Lasioptera toombii
Lasioptera toombii är en tvåvingeart som först beskrevs av Grover 1962.  Lasioptera toombii ingår i släktet Lasioptera och familjen gallmyggor. Inga underarter finns listade i Catalogue of Life.